# Mike Gabriel
Mike Gabriel (Long Beach, 5 novembre 1954) è un animatore, sceneggiatore e regista statunitense. È conosciuto principalmente per il suo lavoro ai Walt Disney Animation Studios e come co-regista dei Classici Disney Bianca e Bernie nella terra dei canguri (1990) e Pocahontas (1995).

## Biografia
Cresciuto in varie piccole città come Salina (Kansas) mentre si muoveva a causa del lavoro di suo padre nell'aeronautica militare, Gabriel si appassionò molto all'animazione dopo aver visto La bella addormentata nel bosco (1959) all'età di cinque anni. Poco dopo, iniziò a disegnare e fare pratica per sei ore al giorno per raggiungere il suo obiettivo di diventare direttore dell'animazione. Gabriel studiò nel programma di animazione personaggi al California Institute of the Arts. Fu solo nel 1979 che ottenne la sua prima occasione, quando diversi animatori Disney (tra cui Don Bluth, Gary Goldman e John Pomeroy) lasciarono l'azienda, delusi dalle produzioni dello studio, lasciando incompleto Red e Toby - Nemiciamici.  Gabriel venne quindi assunto come intercalatore per il film. In seguito venne assegnato come animatore per il cortometraggio del 1982 Fun with Mr. Future. Venne addestrato nell'ambito del programma di formazione di Eric Larson, e lavorò nel film del 1985 Taron e la pentola magica. Lavorò anche come animatore in Basil l'investigatopo (1986) e Oliver & Company (1988). Hendel Butoy si unì a Gabriel per dirigere Bianca e Bernie nella terra dei canguri, un sequel del fortunato Classico Disney del 1977 Le avventure di Bianca e Bernie, mentre Eric Goldberg e Gabriel collaborarono nel dirigere Pocahontas.
Nel 2004 Gabriel diresse un cortometraggio animato per la Disney intitolato Lorenzo, un ibrido di animazione tradizionale e animazione al computer su un gatto pigro la cui coda ha un incantesimo che la obbliga a ballare il tango con lui. Nel 2005 Lorenzo venne nominato per l'Oscar al miglior cortometraggio d'animazione. Venne anche incluso nell'Animation Show of Shows nel 2004.

## Filmografia

### Regista
- Bianca e Bernie nella terra dei canguri (The Rescuers Down Under) (1990)
- Pocahontas (1995, anche sceneggiatore, character designer e sviluppatore visivo)
- Lorenzo (2004, cortometraggio, anche sceneggiatore e designer di produzione)

### Altri ruoli
- Red e Toby - Nemiciamici (1981, intercalatore, non accreditato)
- Fun with Mr. Future (1982, cortometraggio, animatore)
- Taron e la pentola magica (1985, animatore)
- Basil l'investigatopo (1986, animatore dei personaggi)
- Oliver & Company (1988, sceneggiatore, animatore dei personaggi e supervisore all'animazione)
- Mucche alla riscossa (2004, artista dello sviluppo visivo)
- Bolt - Un eroe a quattro zampe (2008, sceneggiatore aggiuntivo)
- La principessa e il ranocchio (2009, art director aggiuntivo)
- Winnie the Pooh - Nuove avventure nel Bosco dei 100 Acri (2011, artista dello sviluppo visivo)
- Ribelle - The Brave (2012, artista dello sviluppo)
- Frankenweenie (2012, illustratore artistico)